# 四つ (日本語の表現)
四つ（よつ）とは、被差別部落民に対する差別語とされている。

## 語源
この表現は明治大正期には既に使われていたが、その語源は判明していない。主な説として、
1. 四つ足 → 動物 → 畜生、人間以下の意味。
2. 被差別身分であった穢多の専業として、弊牛馬（農耕作業に耐えられなくなった牛馬）、つまり「四足（よつあし）」動物の処理をおこなっていたところからつけられた蔑称として江戸時代から使用されていた[1]。
3. 小指から士農工商と数えると、親指で穢多・非人を指すから。
4. 平民を5とすると、人格的に何か1つ足りないから。
5. 外部と通婚ができず、狭い部落内での近親婚が重なり、指の欠損など奇形児が多発したから。
6. 武器を持って蜂起しないよう、親指を切り落とされたから。
7. 四足動物を食す習慣があったため。

などがある。

## 「四つ」を表すジェスチャー
「あいつはこれや」と指4本を出しながら部落出身者であることを差別的に指し示す行為。差別的な意図のもとで行われる、あるいは意図がなくても差別だと誤解を招く行為を部落解放同盟は抗議の対象とした。
指のしぐさで4を表すケースは様々にあり（例えば4時、4個、4歳など）これが無条件絶対的な差別表現でないことは言うまでもないが、部落解放同盟の抗議を恐れたメディアや企業は4本指に見えるイラストや写真、映像を、厳しく自主規制した。

## 関連する出来事
1983年、情報バラエティ番組『久米宏のTVスクランブル』（日本テレビ）において、横山やすしが「サラ金業者の中にはコレもんが多い」と小指を曲げて手をかざすジェスチャーをしたところ、「四つ」の意味にも受け取れるとして部落解放同盟が抗議。

### 関連する自主規制
指が4本に見えるイラストは、過剰な自主規制の対象となった。
ちあきなおみの歌『四つのお願い』は放送自粛されたこともあったが今日ではCDなどに収録、テレビやラジオでも放送されている。
リポビタンDのテレビCMで「ヨッ!お疲れさん!」という宣伝文句が、「ヨォ!やるじゃない」という文句に替えさせられた。
テレビドラマ『嫁姑10年戦争』（毎日放送）の台本にあった「悪徳不動産四つ輪不動産」の「四つ」が誤解を招くとして改稿された。
『Left 4 Dead』のXbox 360版のパッケージ（左手が全体的に写っている）は指が4本に見えていたのが日本語版は修正されている。
2011年放送の正月特番『今年も生だよ!新春6時間笑いっぱなし伝説〜2011年最も売れる吉本No.1芸人は誰だ!?〜』（テレビ東京）の中で小杉竜一（ブラックマヨネーズ）が、相方の吉田敬がSMデリバリーヘルスにはまっているという話の中で「SM嬢に四つん這いのことを、よっつと略して頼んでいる」と発言し、後に司会の同局アナウンサー大橋未歩が謝罪した。

## 四本指のキャラクター
古い漫画やアニメのキャラクターは4本指であることが多い。戦前からディズニーアニメでは4本指で十分自然に見えるということで4本指にする手法が使われていた。主な4本指のキャラクターとしては、ディズニーのミッキーマウスやハンプティ・ダンプティ、『セサミストリート』のマペットたちやアーニーやバート、『パタリロ!』、『ザ・シンプソンズ』、『ハクション大魔王』、『天才バカボン』、『ポパイ』、『ど根性ガエル』、『怪物くん』、『パーマン』、『スヌーピー』などがある。
1970年代半ばから1980年代にかけて漫画雑誌を刊行している出版社がガイドラインを設け、5本指へ統一させている。それ以前に刊行、発行されているものは4本であったり5本であったりと一定ではなかったためであり、部落解放同盟などなどの団体個人からクレームが相次ぎ、問題になっていた。
ヤクザものには「指を詰めた」などの理由で4本指になっているキャラクターが登場する。

## 受容
1979年に久米宏は『おしゃれ会話入門』（青春出版社）の中で、「四つ足なんていうのもいけないし、大阪じゃ、ちあきなおみさんの『四つのお願い』という曲もかけられないんじゃないか、コタツなんていうのも、そのうち、放送禁止用語になるかもしれない、四つ足だから」とちゃかして書かれている。このような事実無根の曲解が「四つ」という言葉に対する忌避感を増幅させたことは否めず、結局は部落問題と部落解放運動に対する正しい認識をもつことを妨げる結果になっている。
デーブ・スペクターは「部落問題の問題を提起するのは、多くの場合、差別される側、つまり解放同盟しかいない。差別って、差別される側じゃなくて差別するほうに問題があるわけじゃない？差別する側のほうがもっともっと現状についての認識を深めて、主体的に運動に参加していくのなら、状況は変わると僕は思う。」としたのに対して森達也は「しかし差別する側の認識や、啓発に大きな力を持つはずのメディアの意識は絶望的なまで低い」と前置きして「数年前、某テレビ局のバラエティ番組で、フロアディレクターがカメラの横でキュー出しをする動作が放送された。5、4、3、と数えながら指を順番に折ってゆくそのディレクターの指先に、4の瞬間、突然モザイクがかけられたという。僕はその番組を観ていないが、複数の人に聞いたから多分事実なのだろう。…笑い話にもならない。しかしメディアが今もこのレベルにあることは間違いなく現実なのだ。」と批判している。